# This charming man
This charming man is een single van de Britse alternatieve rockgroep The Smiths. De single werd uitgebracht op 31 oktober 1983 en verscheen later op het studioalbum The Smiths uit 1984. This charming man bereikte de 25e plaats op de UK Singles Chart, waarmee de groep definitief doorbrak in eigen land. Bij de heruitgave in 1992 bereikte de single de 8e plaats op de Britse hitlijst.
Het lied werd in 2015 door Pitchfork verkozen tot 109e beste nummer van de jaren 80 en werd in 2014 door NME verkozen tot 64e beste nummer aller tijden.

## Achtergrond
De tekst werd geschreven door zanger Morrissey en vertelt het verhaal van een jongeman, die na een lekke fietsband meelift in de auto van een charmante man. De verzen zijn onsamenhangend en de interacties tussen de twee karakters lijken triviaal, maar zinspelen op een erotische verhouding. De openingszin van het refrein werd overgenomen van een citaat uit de film Sleuth. Het gitaarspel werd in september 1983 binnen twintig minuten gecomponeerd door gitarist Johnny Marr, ter voorbereiding van een sessie met diskjockey John Peel. Marr poogde een nummer te schrijven dat de in april verschenen single Walk out to winter van Aztec Camera zou overtreffen.

## Nummers
| Nr. | Titel             | Duur |
| --- | ----------------- | ---- |
| 1.  | This Charming Man | 2:41 |
| 2.  | Jeane             | 3:02 |

| Nr. | Titel                                             | Duur |
| --- | ------------------------------------------------- | ---- |
| 1.  | This Charming Man (Manchester) (Originele versie) | 2:41 |
| 2.  | This Charming Man (London)                        | 2:47 |
| 3.  | Accept Yourself                                   | 3:55 |
| 4.  | Wonderful Woman                                   | 3:08 |

| Nr. | Titel                                             | Duur |
| --- | ------------------------------------------------- | ---- |
| 1.  | This Charming Man (Manchester) (Originele versie) | 2:41 |
| 2.  | Jeane                                             | 3:02 |
| 3.  | Wonderful Woman                                   | 3:08 |
| 4.  | Accept Yourself                                   | 3:55 |

| Nr. | Titel                                                   | Duur |
| --- | ------------------------------------------------------- | ---- |
| 1.  | This Charming Man (Manchester) (Originele versie)       | 2:41 |
| 2.  | This Charming Man (London)                              | 2:47 |
| 3.  | This Charming Man (New York Vocal)                      | 5:33 |
| 4.  | This Charming Man (New York Instrumental)               | 4:19 |
| 5.  | This Charming Man (Peel Session from 21 September 1983) | 2:43 |
| 6.  | This Charming Man (Single Remix)                        | 2:46 |
| 7.  | This Charming Man (Original Single Version)             | 2:41 |

## Bezetting
- Morrissey - zang
- Johnny Marr - gitaar
- Andy Rourke - basgitaar
- Mike Joyce - drumstel

## NPO Radio 2 Top 2000
| Nummer met noteringen in de NPO Radio 2 Top 2000 | '15  | '16-'22 | '23  | '24  |
| ------------------------------------------------ | ---- | ------- | ---- | ---- |
| This Charming Man                                | 1417 | -       | 1748 | 1507 |

1. ↑  Een '-' betekent dat het nummer niet was genoteerd en een vetgedrukt getal geeft de hoogste notering aan.
2. ↑  2015 was het eerste jaar met een notering voor dit nummer.